# 西門町
座標: 北緯25度02分34秒 東経121度30分27秒 / 北緯25.042643度 東経121.507539度

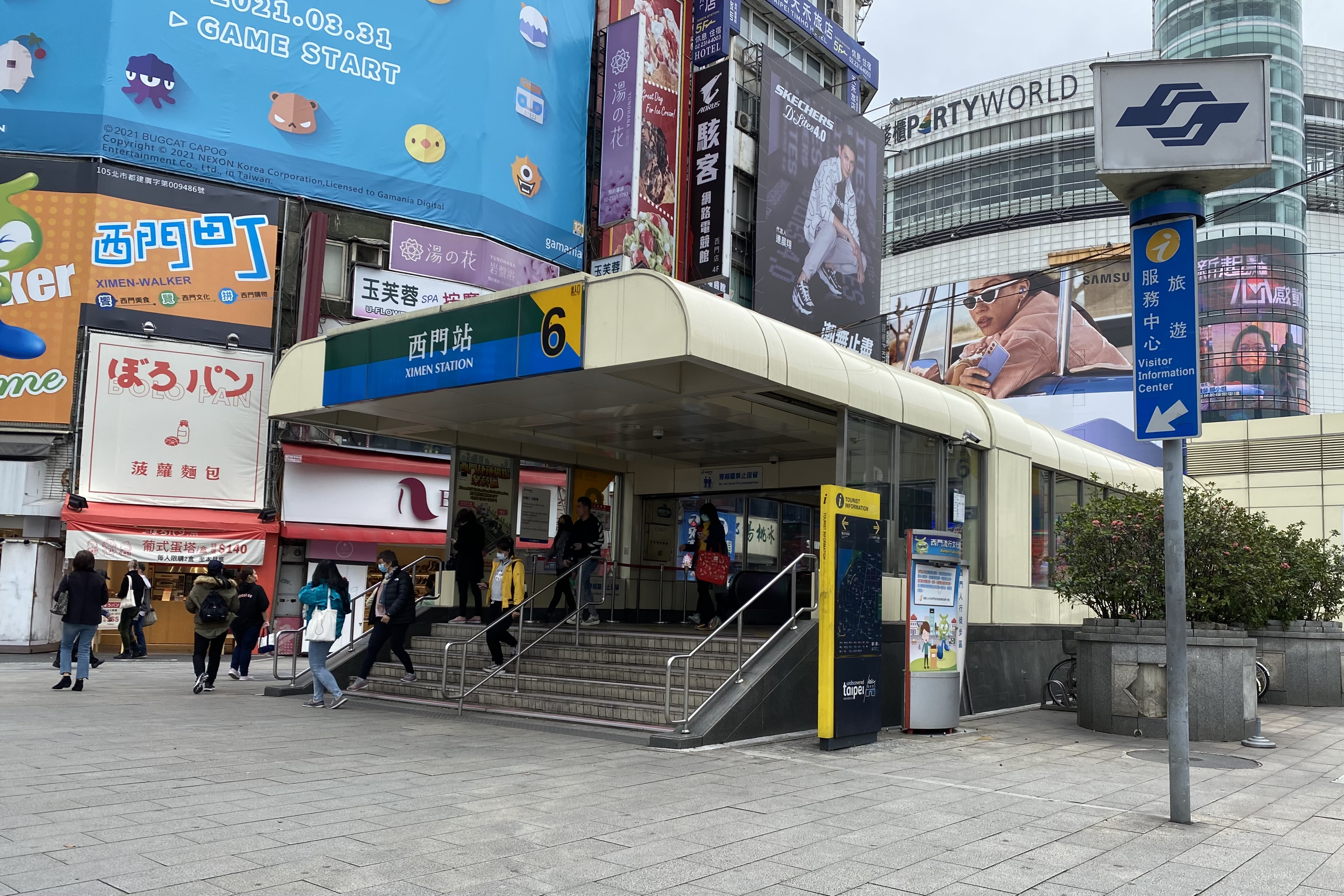
西門駅6番出口

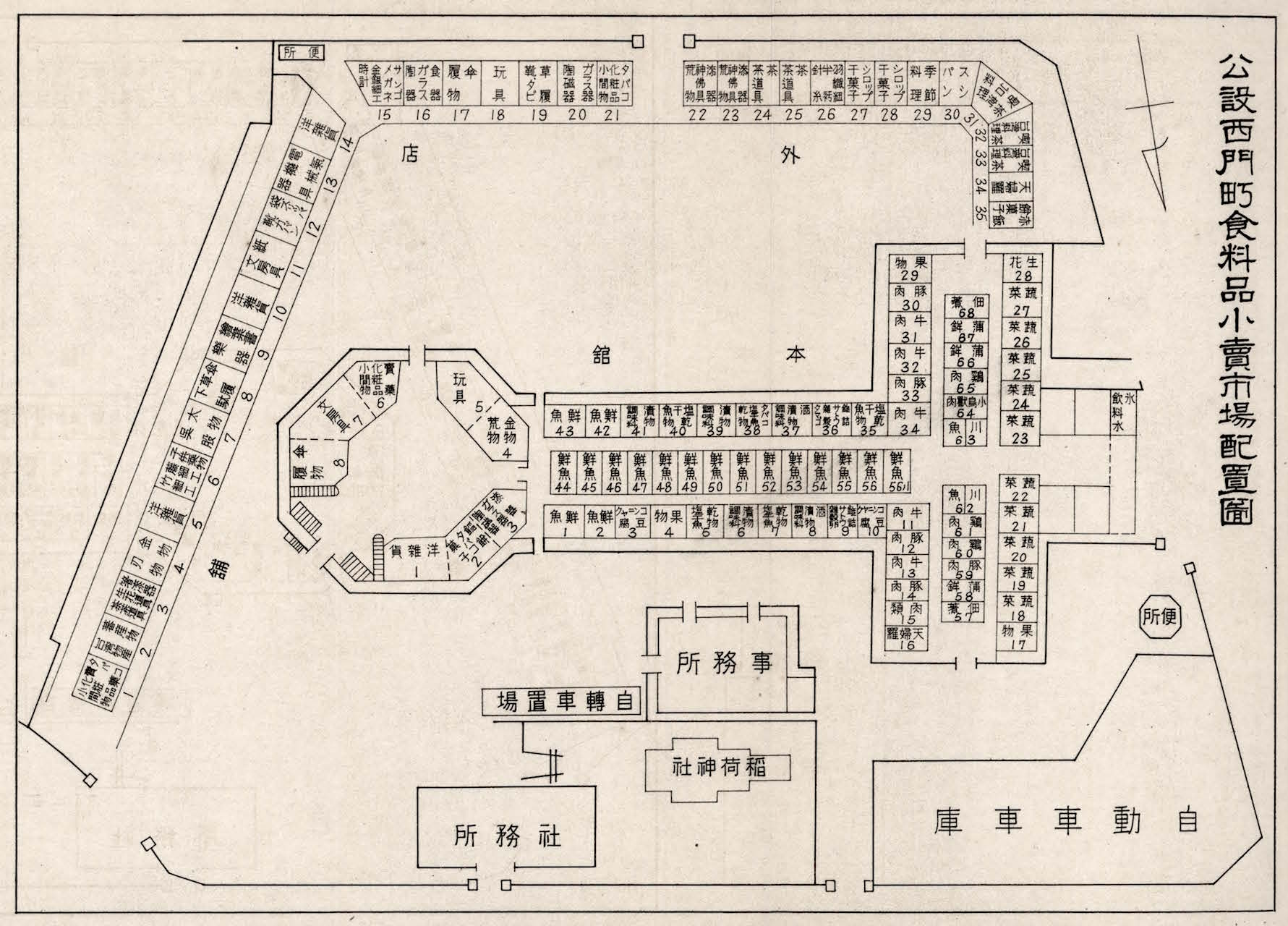
公設西門町食料品小売市場配置図

西門町（せいもんちょう）は、台湾台北市万華区にある商業地区。一般に、台北市と台湾で最も有名な繁華街とされ、「台湾の明洞」、「台北の渋谷」、「台北の原宿」などと呼ばれている。最新の文化発信地として若者でにぎわっているため、「若者の街」として知られ、西門町は外国人観光客に人気の観光スポットである。最寄り駅は台北捷運松山新店線と台北捷運板南線の西門駅（BL11/G12）。

## 概要
「台北の原宿」あるいは「台湾の渋谷」などと呼ばれ、日本の東京でいう「渋谷」や「原宿」に似た様相を見せる、若者の情報発信基地となっている。台湾のファッション・サブカルチャー・オタク文化の発信源ともなっている。日本統治時代から映画の街として知られ、2023年現在でも複数の映画館が立ち並んでいる。

## 地名
西門町という名は現在では正式な地名ではなく通称だが、もとは日本統治時代の町名だった。本来の西門町は、2012年現在の地名では成都路・西寧南路・昆明街・康定路にあたる。これが廃止後も通称として残ったが、戦後の西門町という商業地区は、日本統治時代の町名・西門町より広く、昔の若竹町や新起町、築地町なども含まれている。
「町」の字は本来田畑のあぜ道を指す字であり、日本語以外で「町」は「街」の意味で使われていないため、西門町は中国語圏では特殊な用字の地名である。本来であれば町名などの地名には「街」（ジエ、Jie、ㄐㄧㄝ）の字が普通であり、「町」自体が頻度の高い漢字ではない。

## 歴史

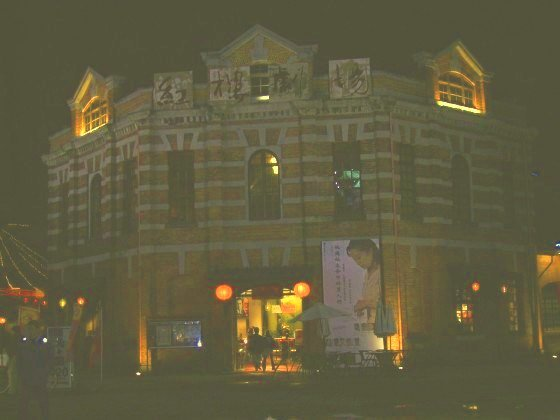
西門紅楼。日本統治時代は商店街であった。2000年7月22日の火災後、取り壊しを免れて文化施設に転換されている

かつての台北城西門の外側にあたる地域で、日本統治時代初期の1890年代後半、荒地だった門外に浅草のような日本人向け繁華街が建設された。その中でも初期に建設された娯楽施設は台北座（1897年）や栄座（1902年）であり、1908年に完成した西門市場の赤レンガの建物・八角堂（西門紅楼）は残存している。また、1911年には、繁華街に隣接して台北稲荷神社が創建された。寿司屋、小料理店が集まった片倉通りもあった。
1930年代には映画館街として栄えた西門町は、第二次世界大戦後、中華民国とともに大陸から逃れてきた人々の繁華街として発展した。1950年代から1960年代にかけてはダンスホールや「紅包場」と呼ばれる歌劇場（歌庁）が立ち並び、戦前の上海歌謡や香港の流行歌謡などが演奏され、大陸を懐かしむ人々が通っていた。四海幇など黒社会組織が西門町を足場に暗躍したのもこの時期である。
1980年代には台北東部の新市街（東区）の発展により活気を奪われていた西門町は、1990年代後半以降、歩行者天国となり車の立ち入りが制限され、年配向けの繁華街から若者向けの繁華街への転換が進み現在に至っている。

## 街の様子
駅を出ると、まるで渋谷駅ハチ公口界隈を一回り小さくしたような風景に出会う（下ギャラリー、上段左から3つ目の写真など）。その中に渋谷の109のようなファッションビル「誠品116」がある。台湾で有名な誠品書店が経営するビルである。美容院やカフェ、レストランなどのほか、日本の書籍、雑誌、CD、フィギュアや洋服などを売る店も多い。先述の誠品116のほか、万年商業大楼、獅子林広場、万国百貨など若者の集まる店が集積したファッションビルが立ち並んでいる。
牛肉麺や滷肉飯をはじめソーセージや麺類、アイスクリーム、タピオカドリンクなど気軽に食べられる場所が多く、夕方になると食物の屋台も並ぶため、夜市のような雰囲気を味わうことができる街でもある。

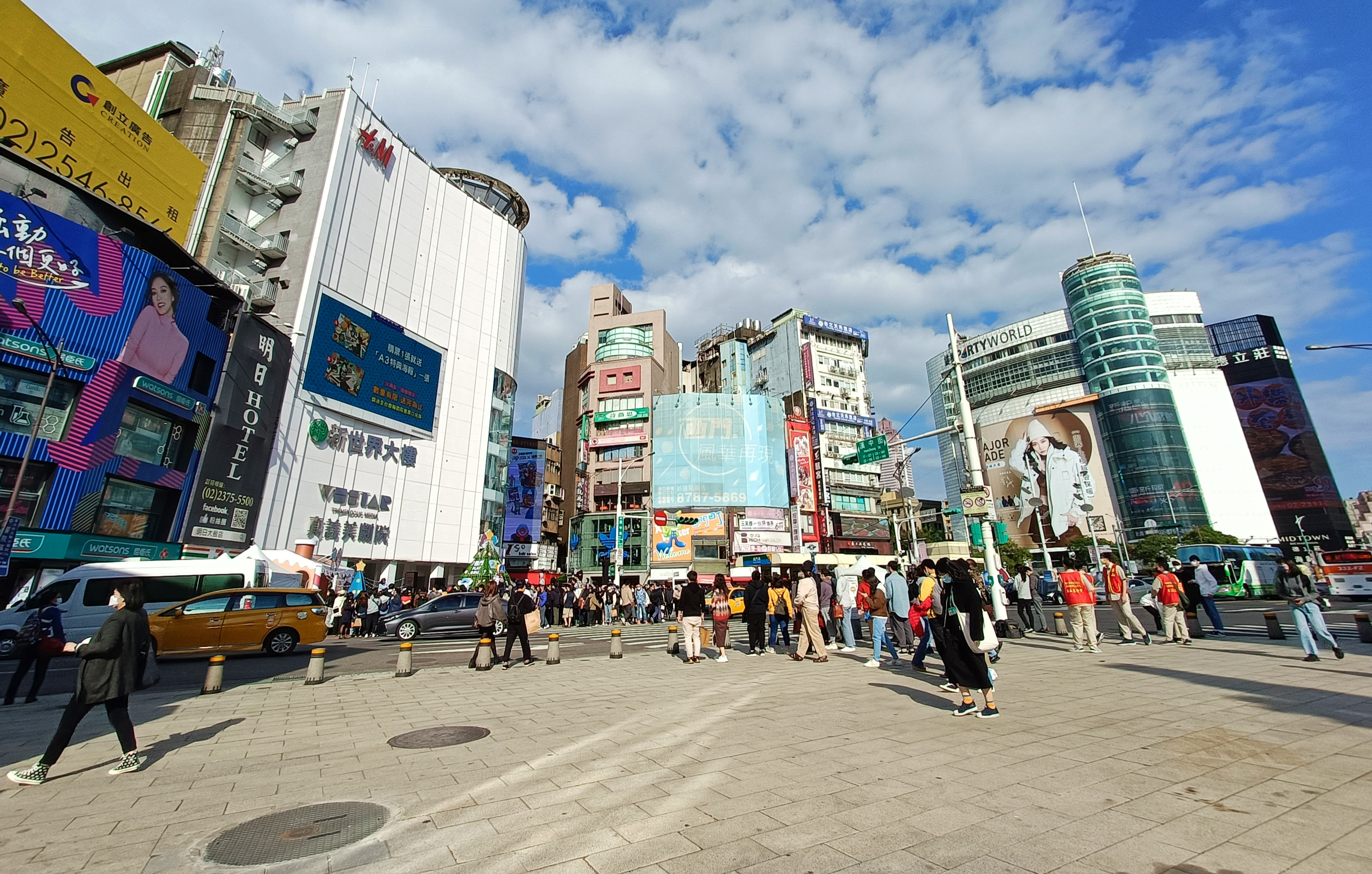
西門町
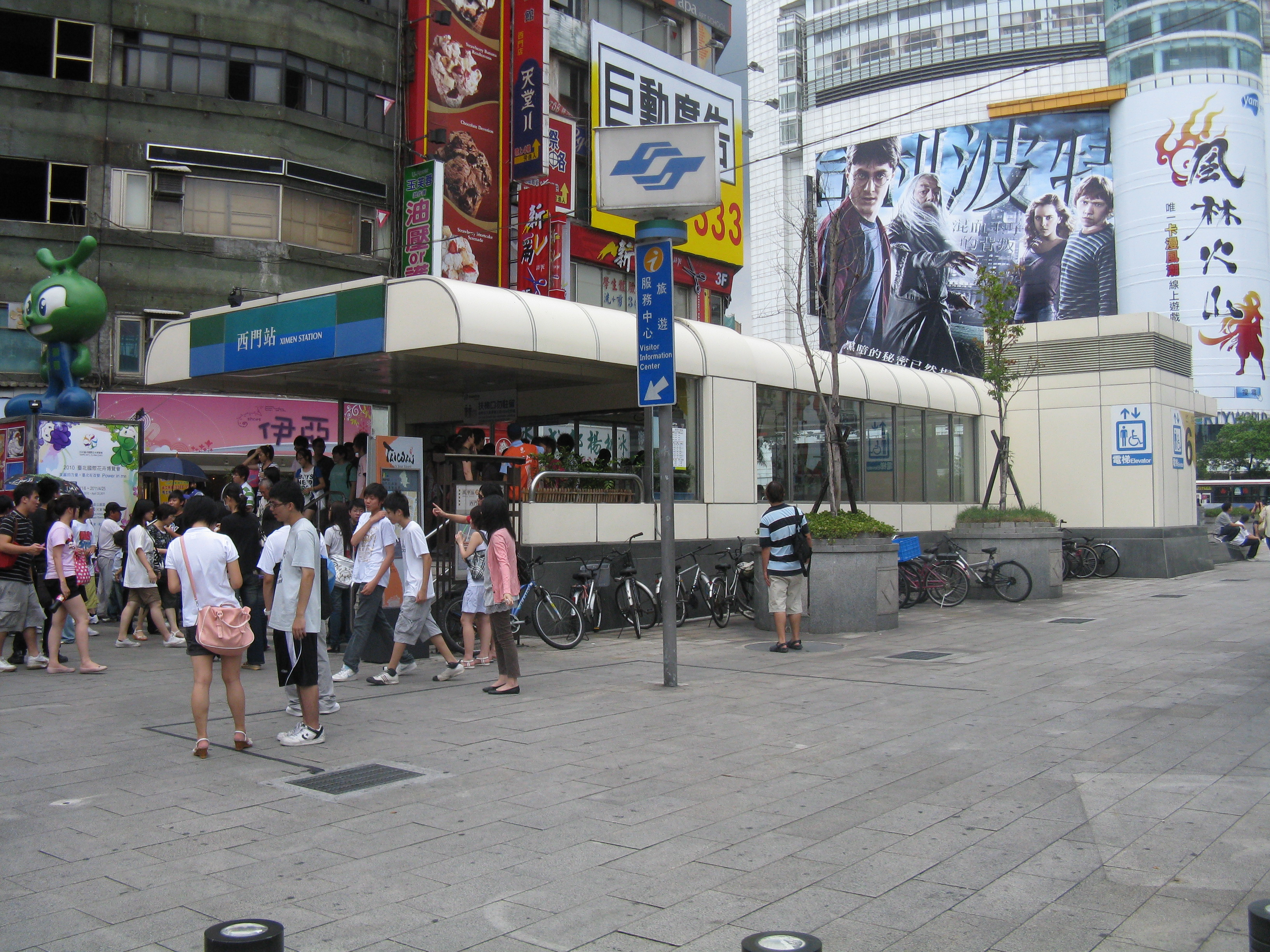
台北捷運西門駅
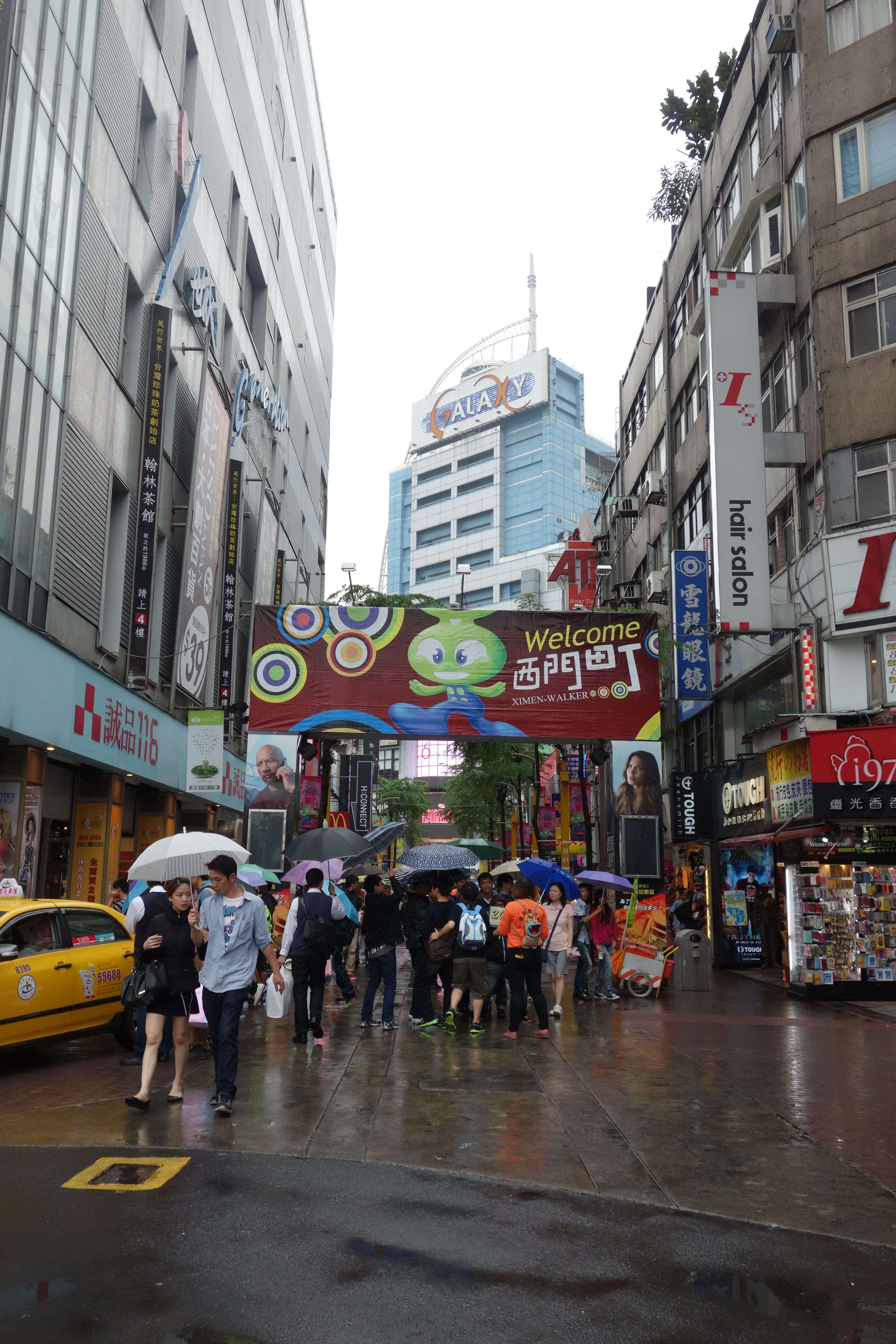
西門町ゲート
西門駅を出たところ。誠品116ビル
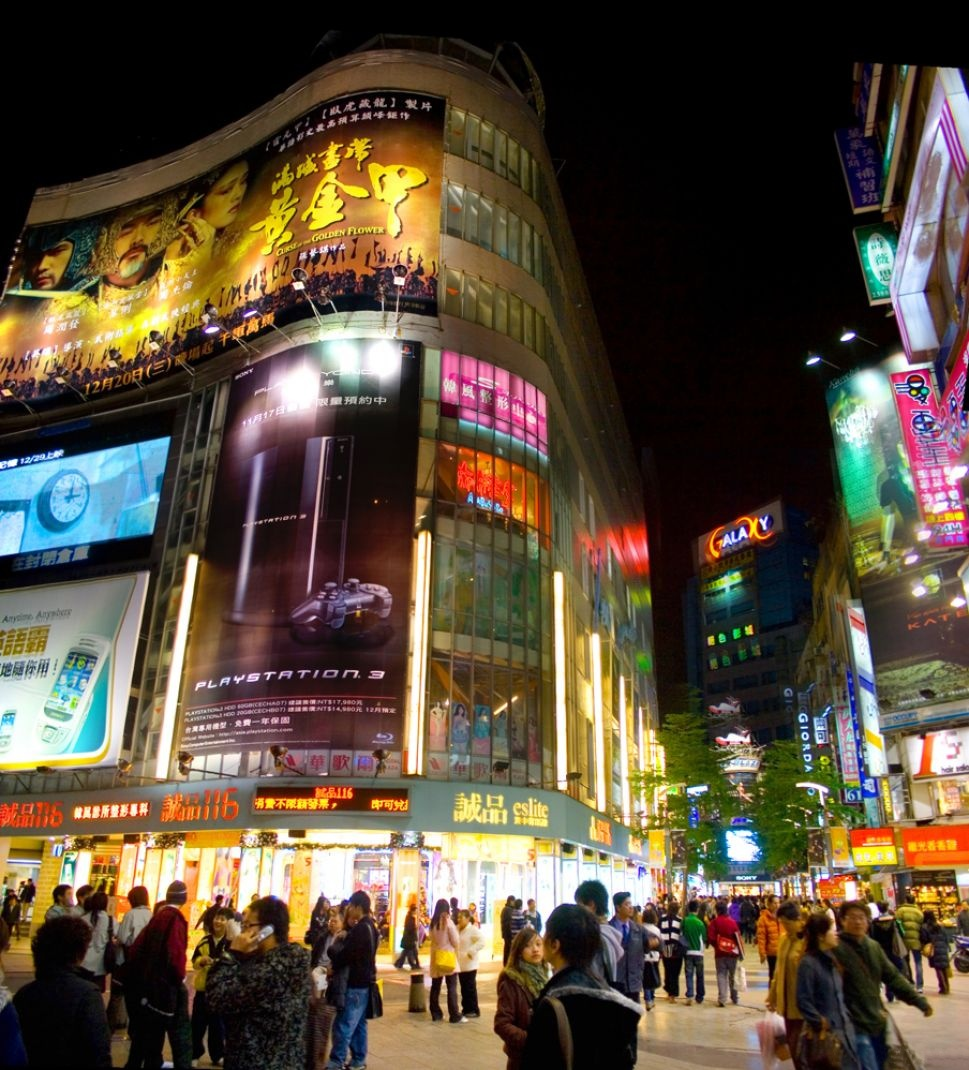
同じく誠品116ビル
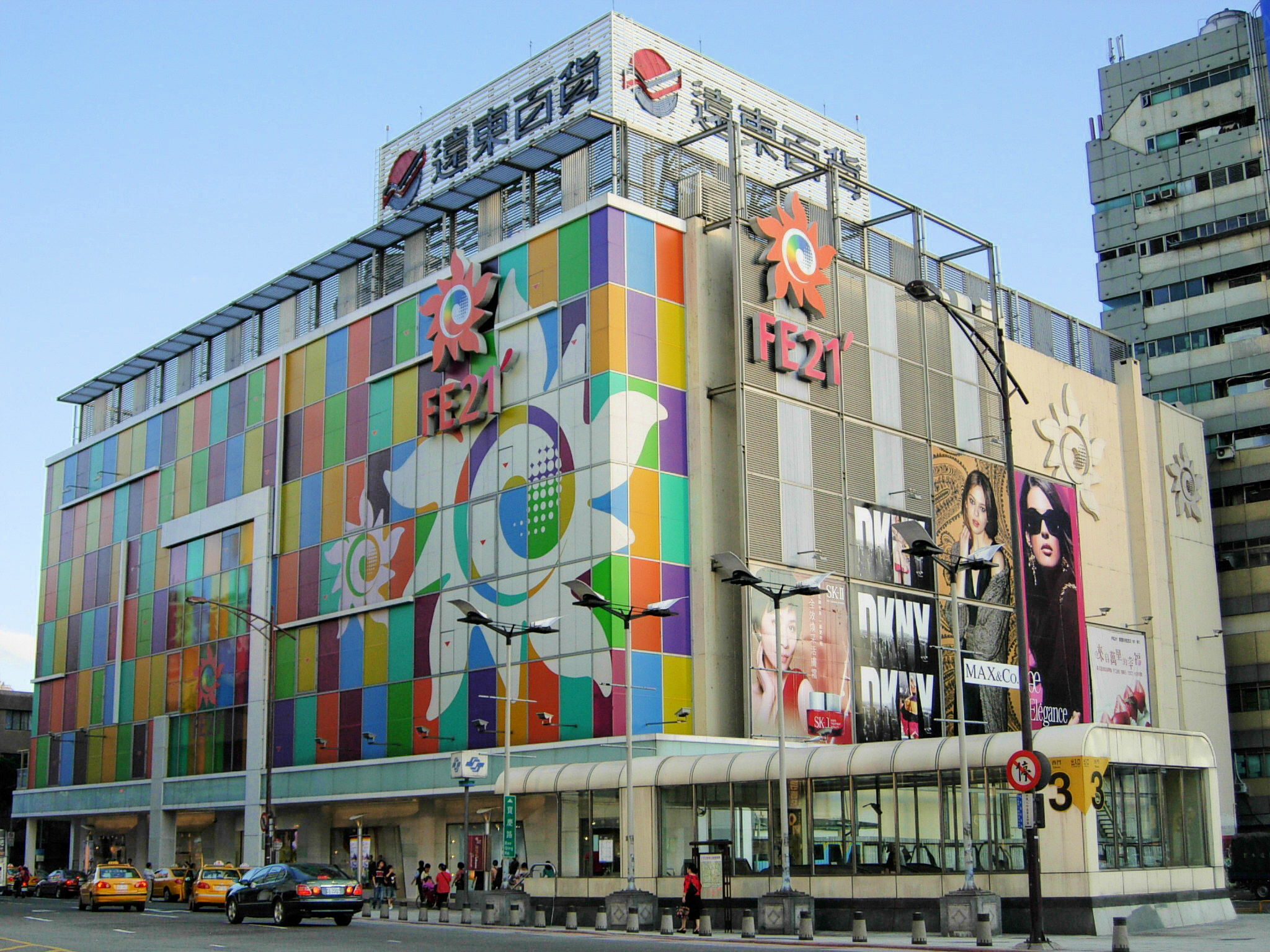
遠東百貨台北宝慶店
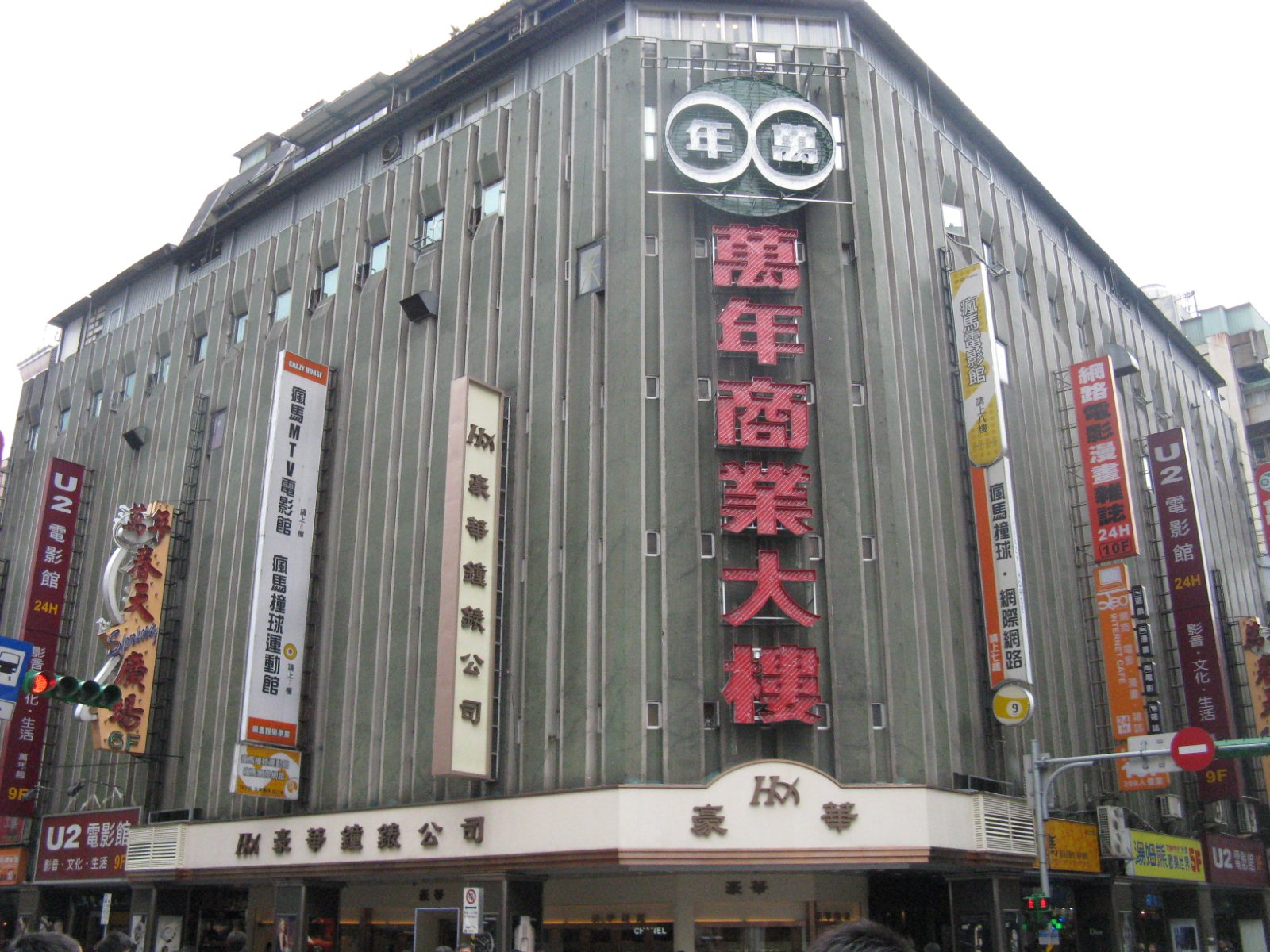
万年商業ビル
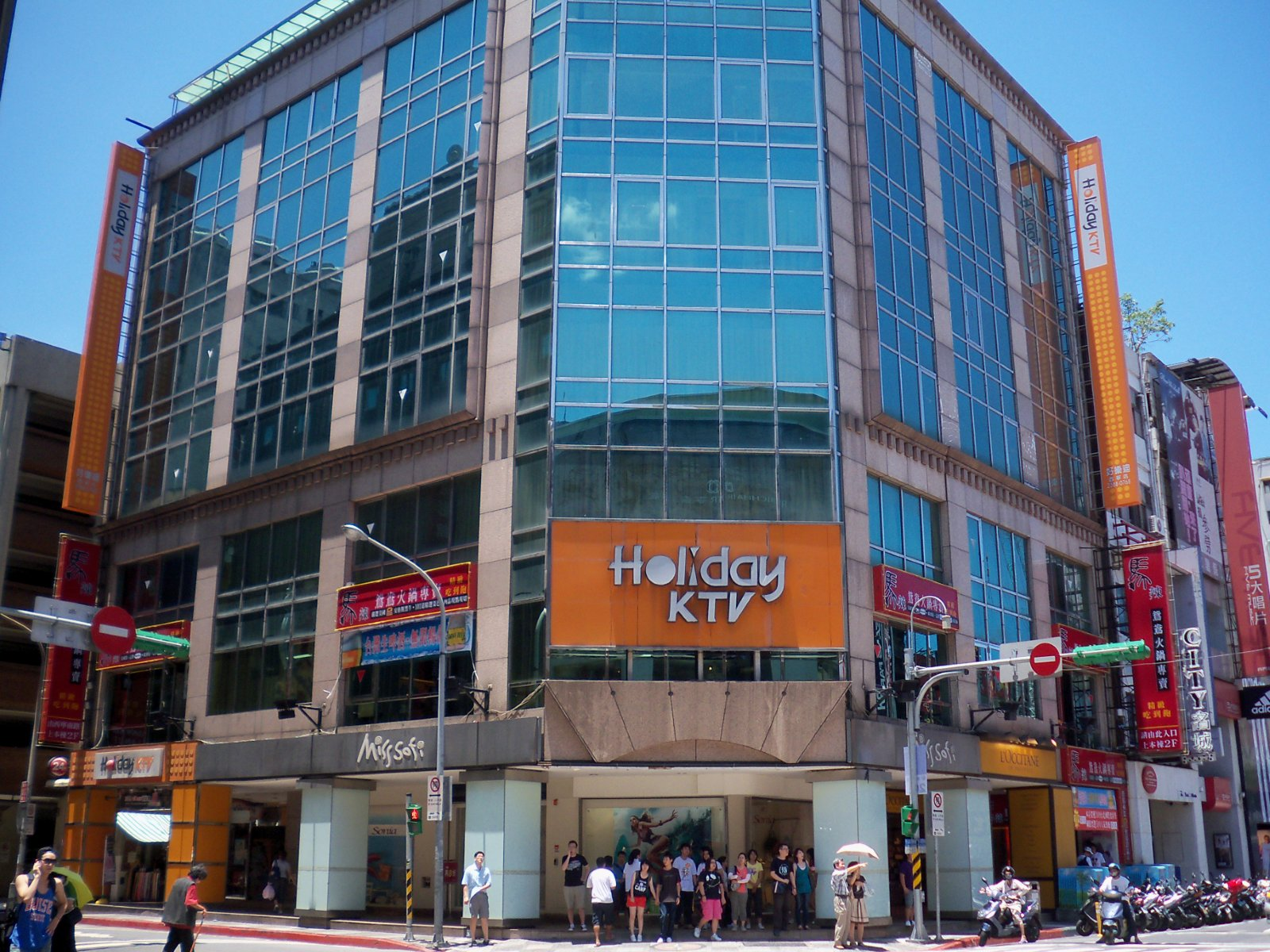
ホリデイカラオケ（好楽迪KTV）西寧店
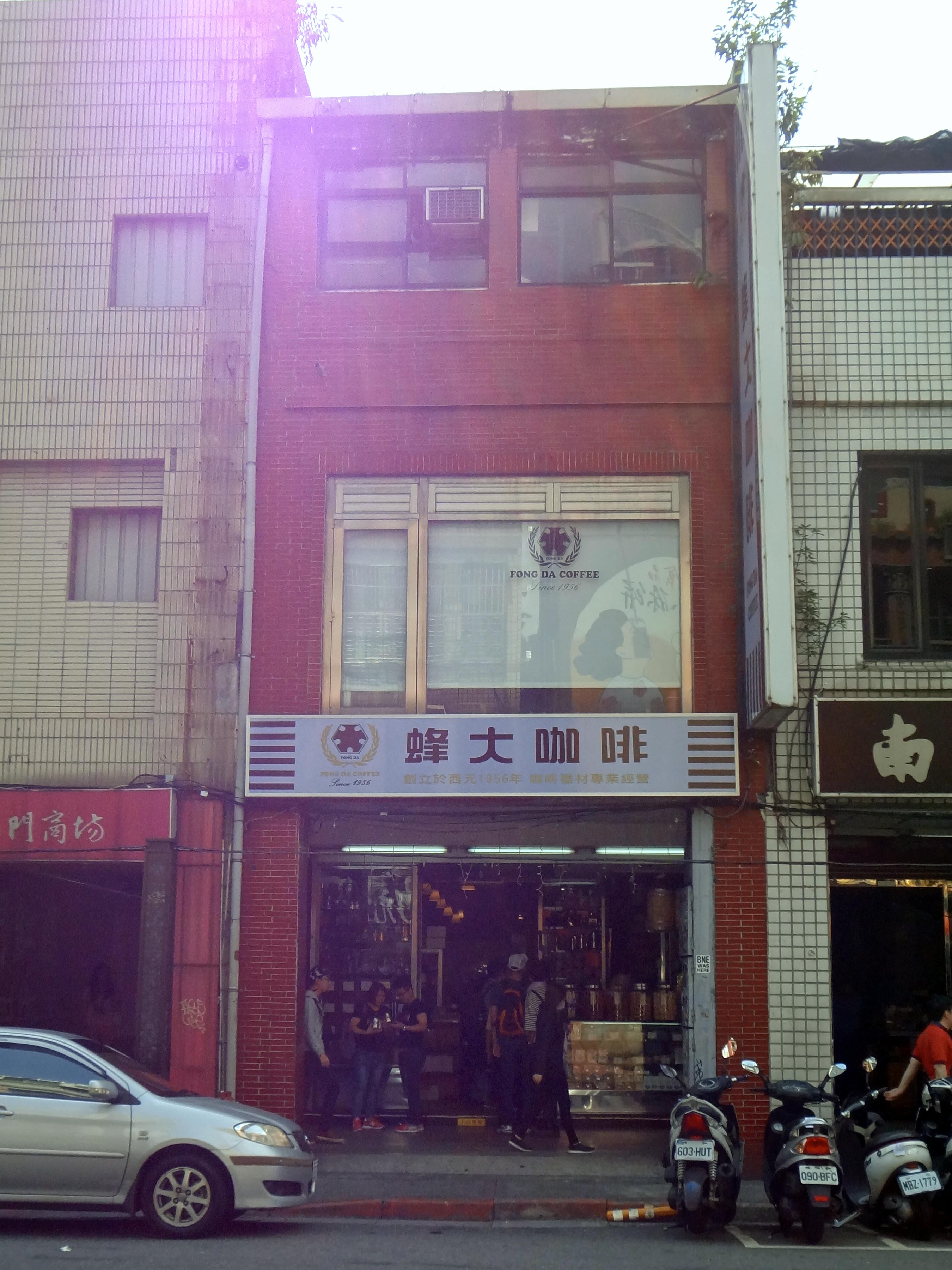
成都路の老舖カフェ・蜂大コーヒー
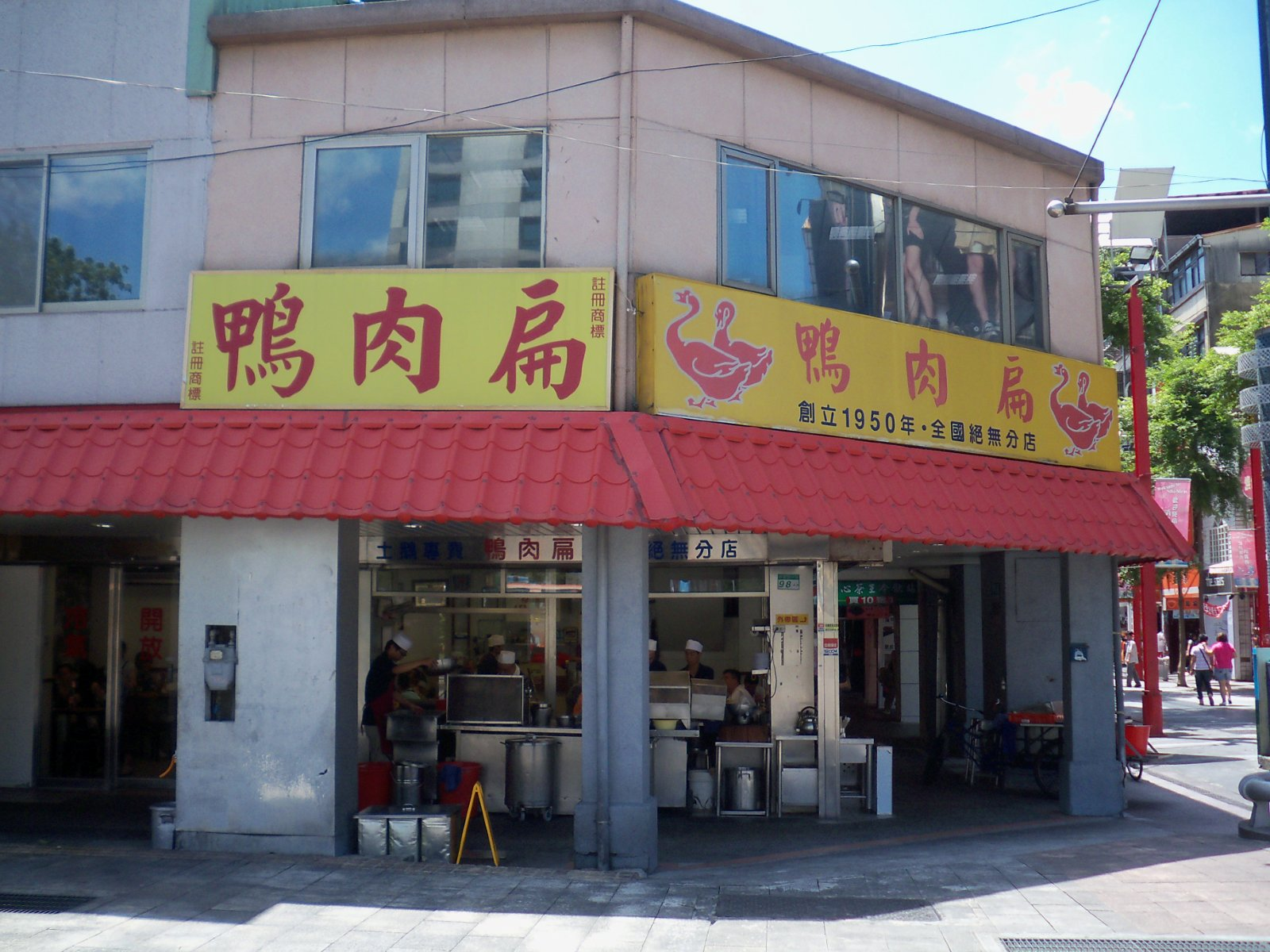
鴨肉扁
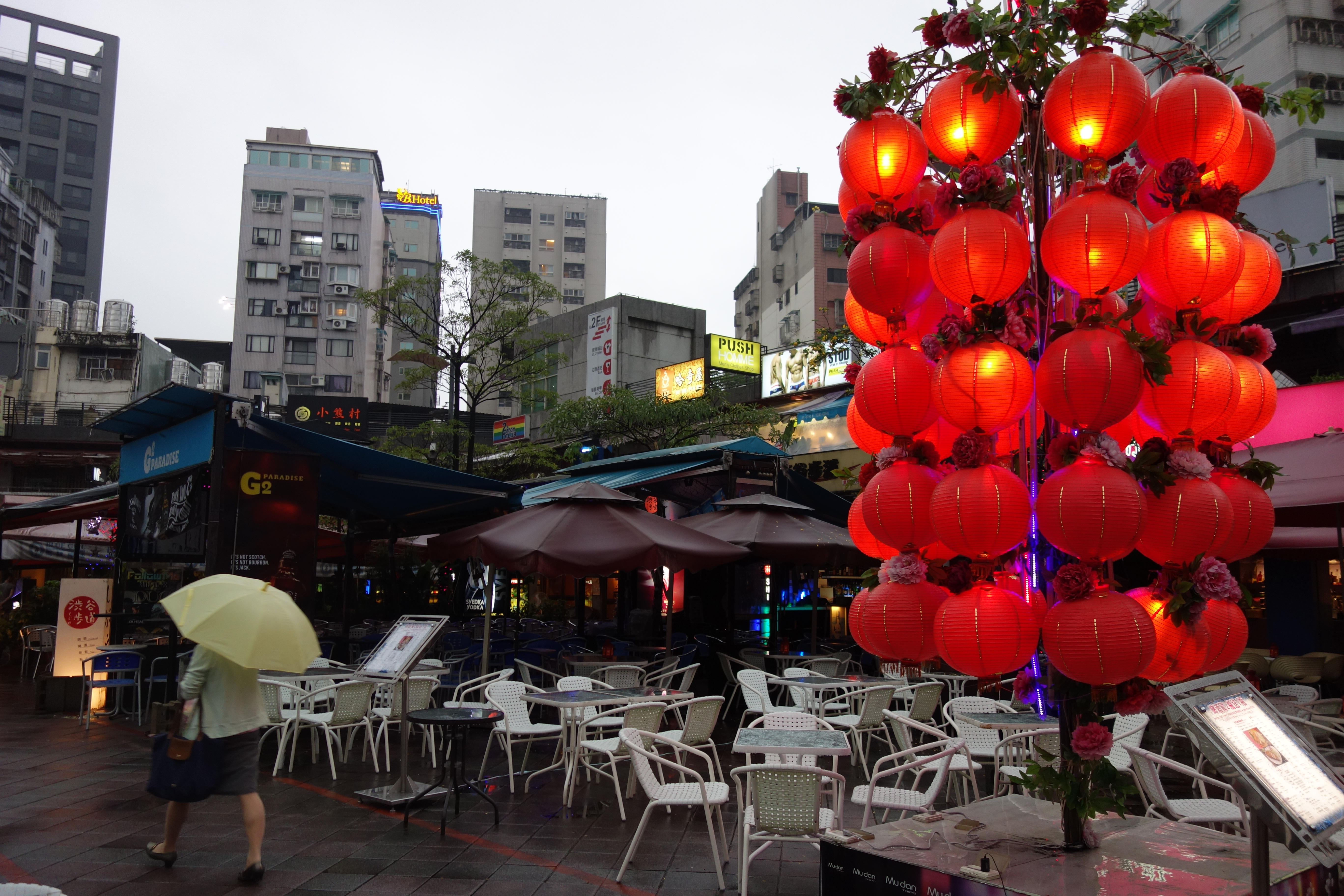
西門紅樓 南広場（ゲイタウン）

## 舞台とした作品
※発表年月日順。
- カミカゼ野郎 真昼の決斗（1966年） - 主人公（千葉真一）が正体不明の敵に追いかけられ、逃走するシーン
- 虚擬街頭漂流記（2010年）- 寵物先生の小説
- Dusk Diver 酉閃町（2019年）- ゲーム